# Georg Gustav Samuel Köpke
Georg Gustav Samuel Köpke (né le 4 octobre 1773 à Medow - mort le 28 juin 1837 à Berlin) est un pédagogue, philologue et théologien prussien.
Directeur du lycée berlinois du monastère franciscain, il est entre 1830 et 1832 l'un des professeurs d'Otto von Bismarck.

## Biographie

### Jeunesse et études
Gustav Köpke est le fils de Samuel Anastasius Christoph Köpcke, pasteur à Medow, et de Johanne Salome Hasselbach. Il est élève au lycée Lilienthal (de), une école de latin à Anklam puis à partir de 1788 au lycée de Joachimsthal de Berlin. En 1791, il entre à l'université de Halle pour étudier la théologie. Toutefois, les moyens financiers dont il dispose ne suffisent que pour deux et pour s'inscrire à un cours de philologie de Friedrich August Wolf. Bien qu'il s'intéresse désormais davantage à la philologie qu'à la théologie, il passe l'examen pro licentia concionandi à Stettin pour faire plaisir à son père.
Grâce à Johann Heinrich Ludwig Meierotto (de), il est pris dans le cours de pédagogie de Friedrich Gedike. À partir de 1793, Köpke enseigne au lycée de Cölln alors partie intégrante du lycée berlinois du monastère franciscain. Sur proposition de Gedike, il est nommé neuvième professeur ordinaire du lycée du monastère franciscain en 1797 et la commission immédiate d'examen le nomme collaborateur. Le 9 mai 1798, il obtient son doctorat de philosophie à l'université de Halle et deux ans plus tard, le 6 septembre 1800, il est professeur et prorecteur de la Berlin- und Köllnische Schule.

## Carrière de professeur
Ses revenus augmentent de telle sorte qu'il n'est plus obligé de donner des cours privés ou de rédiger des articles pour les journaux. De 1810 à 1828, il enseigne l'allemand à l'Académie de guerre de Prusse, puis à partir de 1816 l'histoire de la littérature ancienne et moderne. Pendant les guerres de libération, il dirige comme capitaine un groupe de la Landsturm.
En 1816/1817, il est membre de la commission scientifique du consistoire de Berlin pour la pédagogie. Le 1er juin 1821, il est codirecteur cum spe succendi du Grauer Kloster. En 1824, il est membre puis de 1826 à 1831 directeur de la commission d'examen royale et scientifique pour l'histoire et la géographie. L'université d'Heidelberg lui attribue un doctorat de théologie le 8 décembre 1827, condition pour devenir directeur du Grauer Kloster dont il prend la direction le 6 octobre 1828.
En 1831, il est décoré de l'Ordre de l'Aigle rouge 3e classe puis obtient le nœud préalable à la 4e classe en 1835. Il meurt après une courte maladie en 1837 et est enterré au cimetière sainte Marie et saint Nicolas à Prenzlauer Berg.

## Famille
Le 5 août 1802, Gustav Köpke épouse Henriette Rohleder (morte le 9 janvier 1835), la fille d'un superintendant. Le couple aura cinq enfants dont seuls deux fils et deux filles survivent. Un des fils, Gustav Anton Heinrich Köpke (1805–1859), est conseiller secret, auditeur et musicien. L'autre, Ernst Siegfried (1813–1883) est pédagogue. L'une des filles, Emilie, sera la mère du futur chancelier Leo von Caprivi.

## Œuvres
- (de)Ueber das Kriegswesen der Griechen im heroischen Zeitalter. Nebst  einem Anhange, welcher die vornehmsten taktischen Erfindungen der nachhomerischen Zeiten enthält, Berlin, 1807.
- (de)Ueber die Frage: Soll der Griechische Sprachunterricht dem Lateinischen auf unsern gelehrten Schulen vorangehn; oder umgekehrt? Dans : Archiv deutscher Nationalbildung 1, H. 4, 1812, p.485–508 (En ligne).
- (de)De Statu Et Condicione Christianorum Sub Imperatoribus Romanis Alterius Post Christum Seculi. Dissertatio Inauguralis, Berlin, 1828.